# Walker (Schiff, 1918)
HMS Walker (D27) war ein britischer Zerstörer der W-Klasse. Der noch im Ersten Weltkrieg fertiggestellte Zerstörer zählte zu den erfolgreichsten und bekanntesten Zerstörern in der U-Bootbekämpfung des Zweiten Weltkrieges. Am 17. März 1941 gelang der Walker die Versenkung des deutschen U-Bootes U 99 und die Gefangennahme des erfolgreichsten U-Boot-Kommandanten Otto Kretschmer.

Nach dem Umbau zum „long range escort“ 1943 wurde die Walker meist zur Nahsicherung von Nordmeerkonvois eingesetzt. Bei Kriegsende in Europa wurde die HMS Walker außer Dienst gestellt und 1946 zum Abbruch verkauft.

## Bau
Der Bau des Zerstörers wurde am 9. Dezember 1916 in Auftrag gegeben.
Am 26. März 1917 erfolgte die Kiellegung des Zerstörers mit der Baunummer 1082 bei der Werft William Denny and Brothers, Dumbarton, der am 29. November 1917 mit dem Namen HMS Walker vom Stapel lief. Am 12. Februar 1918 war die Walker, die auch als Minenleger eingesetzt werden konnte, fertiggestellt.
Sie war ein Zerstörer der Admiralty W-Klasse, von der 19 Boote fertiggestellt wurden. Von der vorangehenden V-Klasse unterschieden sich die Boote durch Drillings-Torpedosätze schon bei Fertigstellung und höhere Masten.
Die Bauwerft hatte 1907/08 mit vier Küstenzerstörern der Cricket-Klasse von 250 tn.l. erstmals Boote für die Royal Navy gebaut. Der erste vollwertige Zerstörer war die Maori (BauNr. 850) der Tribal-Klasse, der 1909 vom Stapel lief. Seitdem gehört die Werft zu den regelmäßigen Auftragnehmern. Vom Typ der V- und W-Klasse hatte die Werft schon vier Boote gebaut und fertigte mit der Westcott (Baunr. 1083) noch einen weiteren Zerstörer der W-Klasse und der Volunteer (BauNr. 1110) auch ein Boot der abschließenden modifizierten Form. Weitere Aufträge wurden zum Teil begonnen, aber nicht abgeschlossen.
Die Walker von Januar bis Mai 1943 in einen „long range escort“ umgebaut, wie zuvor auch die Volunteer und Westcott.
Die Zerstörer der V- und W-Klasse sollten bei ihrer Einführung die Grand Fleet in der Nordsee unterstützen und waren für kurze Vorstöße mit hoher Geschwindigkeit optimiert. Der Zweite Weltkrieg sah die Boote vor allem als Geleitfahrzeuge in der Mitte des Atlantiks im Einsatz, wo Geschwindigkeiten über 20 kn das ASDIC weitgehend unbrauchbar machten und Ausdauer wichtiger war als eine große Feuerkraft. Um dies zu verbessern, wurden 22 der Boote der V- und W-Klasse in „long-range escorts“ umgebaut. Die Umbauten waren nicht ganz einheitlich. In der Regel wurde der vordere kleinere Kesselraum umgebaut in einen zusätzlichen Tank im unteren Bereich und zusätzliche Wohnräume darüber. Der fehlende Kessel reduzierte die Höchstgeschwindigkeit auf 24,5 kn. Gleichzeitig war auch nur noch ein reduzierter Treibstoffverbrauch möglich. Die Geschütze auf den Positionen 'A' und 'Y' wurden entfernt und vorn durch einen Hedgehog-Salvenwerfer und hinten durch Lagerplatz für Wasserbomben und zusätzliche Werfer genutzt. Die beiden Torpedorohrsätze wurden auch entfernt und durch eine 12-pdr-Flak und eine Plattform mit zwei 20-mm-Oerlikon-Kanonen ersetzt, von denen auch zwei an die Enden der Brücke kamen. Dazu erhielten die umgebauten Boote eine moderne Radarausrüstung zur Zielortung und Überwachung des Luftraums.

## Einsatzgeschichte
Die Walker kam noch im Ersten Weltkrieg bei der 11. Zerstörerflottille der Grand Fleet zum Einsatz.
 1918/1919 gehörte sie zu den Einheiten, die in der Ostsee sowjetrussische Einheiten in Kronstadt blockierten, um deren Eingreifen gegen die baltischen Staaten zu verhindern. Das britische 6. Leichte Kreuzergeschwader unter Konteradmiral Edwyn Alexander-Sinclair wurde auf Wunsch der estnischen Regierung im Dezember 1918 mit Zerstörern in die Ostsee entsandt, um die Esten mit Waffen zu versorgen und die sowjetrussische Flotte an einem Eingreifen in den Bürgerkrieg zu hindern. Im Januar 1919 übernahm Vizeadmiral Walter Cowan das Kommando, der mit dem 1. Leichten Kreuzergeschwader und weiteren Verstärkungen eingetroffen war. Zusammen mit den Kreuzern Cleopatra, Dragon und Galatea sowie den Zerstörern Wallace, Vanessa, Wryneck, Versatile, Vivacious und Voyager blockierte sie ab Ende Mai 1919 die sowjetrussische Flotte in Sankt Petersburg. Die Walker erhielt beim Versuch eines Ausbruchs der Roten Flotte einen Treffer von der Petropawlowsk.
Von 1921 bis 1930 gehörte die Walker zur 1. Zerstörerflottille der Atlantic Fleet und wurde anschließend der Reserveflotte zugeteilt, wo sie sich 1932 in Rosyth befand.

### Einsätze im Zweiten Weltkrieg
Im September 1939 wurde der Zerstörer reaktiviert und der 11. Zerstörerflottille in Plymouth mit dem Flottillenführer Mackay und den Zerstörern Vanquisher, Versatile, Vimy, Warwick, Whirlwind und Winchelsea zur Sicherung des Kanals und der südwestlichen Zufahrten des Vereinigten Königreichs zugeteilt. Bei der Sicherung eines Konvois kollidierte die Walker mit der Vanquisher, beide Boote wurden erheblich beschädigt und es gab viele Verletzte. Auf der Vanquisher gab es 14 Tote zu beklagen. Die Walker wurde in den Monaten Oktober und November 1939 in der Marinewerft Devonport repariert und konnte erst im Dezember wieder die Flottille verstärken.
Am 8. April 1940 wurde die Walker der Home Fleet zugeteilt, um Truppentransporte nach Norwegen zu sichern. Erste Schäden erlitt sie bei einem deutschen Luftangriff am folgenden Tag. Ab dem Abend des 30. April unterstützte sie den Rückzug der alliierten Truppen aus Åndalsnes und Molde. Zusammen mit dem Schwesterboot Westcott evakuierte sie Truppen von der Küste zum in See verbliebenen Kreuzer Sheffield und war dabei Ziel deutscher Luftangriffe. Sie nahm auch die letzten Truppen in Andalsnes am 1. Mai an Bord. Der Zerstörer verblieb weiter in Norwegen und änderte wie viele Schiffe und Boote der Royal Navy seine Kennung in I27, um bessere Unterscheidungen zu ermöglichen. Am 28. Mai unterstützte die Walker zusammen mit den Zerstörern Beagle, Fame und Havelock im Rombaksfjord mit ihrer Artillerie den Vormarsch alliierter Truppen auf Narvik. Am 8. Juni 1940 gehörte die Walker zum Geleit des letzten Transports aus Harstad der sich aus Norwegen wieder zurückziehenden Alliierten. Sie hatte als letztes Schiff der Alliierten das eroberte Narvik verlassen, wo die Arandora Star die Truppen wieder an Bord genommen hatte.
Am 2. Juli 1940 traf die Walker als zweites Hilfsschiff nach der St. Laurent an der Untergangsstelle der Arandora Star 75 sm vor der irischen Küste bei Bloody Foreland, Donegal, ein. Die Walker kam zu spät, um noch weitere Schiffbrüchige zu retten. Die St. Laurent hatte zuvor schon 868 Mann aus dem Wasser gefischt, die sie nach Greenock brachte. Das ehemalige Kreuzfahrtschiff Arandora Star war mit 1676 Mann, davon 1213 Zivilinternierte und 86 Kriegsgefangene, auf dem Weg von Liverpool nach Kanada, als sie von dem deutschen U-Boot U 47 unter Günther Prien torpediert wurde.
Anschließend wurde die Walker überholt und diente weiter in der Geleitzugsicherung nahe der britischen Küsten. Im Februar 1941 wurde sie das Führungsboot der neugebildeten 5.„Escort Group“ in Liverpool, der noch die Zerstörer Vanoc, Volunteer und die ehemals amerikanische Caldwell angehörten.

### Geleitzug HX 112
Im Zusammenhang mit der Eskorte des Geleitzuges mit der Kennung HX 112 (Halifax – Liverpool) gelangte die HMS Walker zur Berühmtheit, da es der Besatzung des Schiffes gelang, das Boot des erfolgreichsten U-Boot-Kommandanten des Zweiten Weltkrieges, Otto Kretschmer, zu versenken und dabei den Großteil der Besatzung einschließlich des Kommandanten gefangen zu nehmen.
Deutsche U-Boote operierten in einem sogenannten Wolfsrudel auf o. g. Geleit, darunter die U-Boot-Asse Otto Kretschmer (U 99), Fritz-Julius Lemp (U 110) und Joachim Schepke (U 100).
In einer schweren Konvoischlacht gelang es den deutschen U-Booten, fünf Schiffe des 41 Schiffe umfassenden Geleitzuges zu versenken; sie verloren aber sowohl U 100 (wurde durch die Vanoc gerammt) als auch U 99, und somit zwei der erfolgreichsten U-Boot-Kommandanten der deutschen Kriegsmarine.
U 99 wollte sich vom Konvoi absetzen, als es auf die Walker stieß, die gerade sechs Überlebende von U 100 aufnahm. Kretschmer entschloss sich zum Abtauchen, was im Nachhinein, auch von Kretschmer selbst, als schwerwiegender Fehler angesehen wird, da die Walker durch eine ASDIC-Ortung dann auf U 99 aufmerksam wurde. Nach mehreren Wasserbombenangriffen musste U 99 schwer beschädigt auftauchen. Zu den schweren Beschädigungen zählten unter anderem blockierte Schrauben, womit das Boot praktisch manövrierunfähig war und somit aufgegeben werden musste. Drei Männer, darunter der Leitende Ingenieur Schroeder, waren ums Leben gekommen. Die restlichen 40 Besatzungsmitglieder konnten von der Walker aufgenommen werden.

### Weitere Einsätze
1941 und 1942 blieb die Walker als im Einsatz bei der Konvoisicherung der Western Approaches. Von Januar bis Mai 1943 wurde die Walker zu einem „Long Range Escort“ umgebaut und wurde dann ab Juli wieder in der U-Boot-Abwehr bei der „4. Escort Group“ eingesetzt.
Im Januar 1944 wurde sie zur Home Fleet für die Sicherung von Nordmeerkonvois versetzt. Der erste Einsatz erfolgte im Februar 1944 als Nahsicherung des Konvois JW 57 zusammen mit den britischen Zerstörern Beagle, Boadicea, Keppel und vier Korvetten der Flower-Klasse, der ohne Verluste in die Sowjetunion kam. Es folgten bis Mai 1944 weitere Einsätze u. a. beim JW 58, RA 57, und RA 59. Im Juni verlegte die Walker nach Milford Haven, um Transporte zur Invasionsfront zu sichern. Von Juli bis September folgten Einsätze bei der Konvoisicherung im Atlantik und ab 20. Oktober wieder ein Einsatz bei einem Nordmeerkonvoi (JW 61), erneut ohne ein Schiff zu verlieren. Nach den Geleiten von RA 61 und JW 63 begleitete sie letztmals einen Nordmeerkonvoi mit RA 63 vom 11. bis 23. Januar 1945 bei sehr schlechtem Wetter zusammen mit der Keppel und dem Schwesterboot Westcott zurück nach Schottland.
Bis zum Kriegsende blieb die Walker dann in britischen Küstengewässern.